# Lobelia gibbosa
Lobelia gibbosa är en klockväxtart som beskrevs av Jacques-Julien Houtou de La Billardière. Lobelia gibbosa ingår i släktet lobelior, och familjen klockväxter. Inga underarter finns listade i Catalogue of Life.